# Between the Buried and Me
I Between the Buried and Me sono un gruppo musicale statunitense formato a Greensboro, nella Carolina del Nord.
Il gruppo, il cui nome proviene dal testo di Ghost Train dei Counting Crows, si caratterizza per la varietà proposta all'interno della loro musica, che si inserisce in un ambito metalcore e progressive metal, con influenze che spaziano dal death metal, mathcore e post-hardcore fino al jazz e al rock progressivo.

## Storia del gruppo

### Inizi e album omonimo (2002)
La band fu formata agli inizi del 2001 a Winston-Salem (Carolina del Nord) dal cantante Tommy Rogers, dai chitarristi Paul Waggoner e Nick Fletcher, dal bassista Jason King e dal batterista Will Goodyear.
Il primo lavoro dei Between the Buried and Me fu un demo contenente tre tracce, Use of a Weapon, What We Have Become, e More of Myself to Kill. Queste tre tracce furono riproposte nel primo album della band, Between the Buried and Me, uscito per la Lifeforce Records nel 2002. Lo stile musicale varia tra i brani, con accenni al death metal, grindcore, jazz e thrash metal. Quest'album include la traccia Arsonist, che è una protesta contro le credenze e le pratiche della Chiesa battista di Westboro a Topeka, Kansas.
Il disco attirò l'attenzione dell'etichetta discografica Victory Records, che scritturò i Between the Buried and Me intorno allo stesso periodo.

### Periodo con la Victory Records (2003-2011)
Nel 2003 il gruppo pubblicò il secondo album The Silent Circus, naturale evoluzione dei precedenti lavori della band e caratterizzato da brani più complessi e stratificato. Il brano Mordecai, inoltre, fu scelto come primo videoclip della loro carriera. L'album fu ristampato nel 2006 assieme a un DVD contenente un concerto a Carrboro (Carolina del Nord), un'intervista con la band e tre video musicali: Mordecai, Alaska e Slumber Party (un brano di Tommy Rogers successivamente pubblicato nel suo album Giles). In quest'album il batterista Will Goodyear fu rimpiazzato da Mark Castillo.
Il bassista Dan Briggs di Erie prese il posto di Jason King. Briggs fu anche membro degli Espinaca, Nemo e MFWC. Il batterista Mark Castillo e il chitarrista Nick Fletcher furono rimpiazzati da Blake Richardson e Dustie Waring, entrambi dei Glass Casket. Con questa formazione uscì il terzo album Alaska, chiara prova della loro evoluzione stilistica.
All'inizio del 2006 il gruppo è stato in tour come gruppo di supporto ai Bleeding Through, assieme agli Every Time I Die e agli Haste the Day. Nello stesso anno venne pubblicato The Anatomy Of..., collezione di cover di band ispiratrici della musica dei Between the Buried and Me, tra cui i Metallica, i Queen, i Pink Floyd, gli Earth Crisis, e i Counting Crows. Sono stati anche all'Ozzfest 2006 assieme a Ozzy Osbourne, Black Label Society, Atreyu, Unearth, Bleeding Through, Strapping Young Lad, Walls of Jericho, Norma Jean, A Life Once Lost, The Red Chord, All That Remains, Full Blown Chaos e Bad Acid Trip. Alla fine dell'anno hanno partecipato al Radio Rebellion Tour che aveva come headliner Norma Jean e a cui partecipavano anche i Fear Before the March of Flames, i Misery Signals ed i The Fully Down.
Il 18 settembre 2007 la band pubblica il suo quarto studio album Colors. Il gruppo ha dichiarato: «sono sessantacinque minuti non-stop di fantastica musica martellante... abbiamo etichettato questo genere come new wave polka grunge»; altrove lo hanno anche descritto come «progressive death metal contemporaneo adulto». Questo album sviluppa anche le influenze rock progressivo e jazz della band. A settembre del 2007 la band è stata in tour con gli Animosity e gli HORSE the band. Anche i Giant hanno supportato i loro concerti negli Stati Uniti d'America. Poi, partiti con gli The End, hanno dovuto interromperlo a causa dell'abbandono improvviso del chitarrista Andrew Hercules degli stessi The End. Questo periodo si è concluso con la loro apparizione del 4 novembre al Saints and Sinners Fest di Asbury Park, New Jersey.
Nel 2008 è stato il principale gruppo di supporto del tour inglese dei The Dillinger Escape Plan. I Beetween the Buried and Me si sono anche esibiti al Progressive Nation 2008 assieme a Dream Theater, Opeth e 3.
Nell'ottobre 2009 è stato pubblicato il quinto album The Great Misdirect, ultima pubblicazione con la Victory Records. Il 29 marzo 2011 l'etichetta ha pubblicato Best Of, raccolta composta dai principali brani incisi dal gruppo tra il 2003 e il 2009 e da un DVD con i loro videoclip.

### Periodo con la Metal Blade Records (2011-2017)
Il 12 aprile 2011 i Between the Buried and Me hanno pubblicato l'EP The Parallax: Hypersleep Dialogues, uscito a seguito della firma con la Metal Blade Records. Come spiegato da Tommy Rogers la pubblicazione rappresenta la prima parte di un doppio concept album ed è stato il risultato di un nuovo approccio del gruppo nel realizzare e promuovere un concept. La seconda parte del progetto si è rivelato essere il sesto album in studio The Parallax II: Future Sequence, pubblicato nell'ottobre 2012 ed anticipato dallo streaming del brano Telos.
Il 7 luglio 2015 il gruppo ha presentato il settimo album Coma Ecliptic, un concept album incentrato su un uomo bloccato in coma che viaggia mentalmente attraverso le sue vite passate. Per esso i Between the Buried and Me hanno intrapreso un'estesa tournée statunitense tra aprile e luglio 2015, dove sono stati supportati dagli Animals as Leaders e dai The Contortionist; una seconda parte del tour si è svolta tra marzo e maggio 2016, mentre nell'autunno di tale anno si sono esibiti in un tour congiunto con il Devin Townsend Project. Il 4 ottobre 2016 il gruppo ha tenuto un concerto speciale presso l'Observatory North Park di San Diego, durante il quale hanno proposto Coma Ecliptic nella sua interezza; l'evento è stato immortalato successivamente nell'album dal vivo Coma Ecliptic: Live, uscito nel 2017.

### Automata(2018-2019)
Nel 2018 il gruppo ha firmato un contratto discografico con la Sumerian Records, annunciando poco tempo dopo un doppio concept album intitolato Automata, suddiviso in due pubblicazioni separate. Tale scelta è il risultato di una decisione presa dal gruppo a seguito della situazione attuale dell'industria musicale, come spiegato da Rogers:
La prima parte del progetto, Automata I, è stata pubblicata il 9 marzo 2018 ed è stata anticipata dal videoclip della traccia d'apertura Condemned to the Gallows nonché promossa da una tournée statunitense insieme ai The Dear Hunter e ai Leprous. Il 13 luglio 2018 esce Automata II; nello stesso periodo sono headliner del Summer Slaughter Tour in Europa, con Born of Osiris, Veil of Maya, Soreption e altri, e in seguito negli Stati Uniti d'America nel 2019 nel tour con i Tesseract.

### Ventesimo anniversario,Colors II(2020-2024)
Nel gennaio 2020 i Between the Buried and Me hanno rivelato l'intenzione di intraprendere una tournée atta a celebrare i loro vent'anni di carriera e che sarebbe stata composta da due set: il primo contenente una selezione di brani di tutto il loro repertorio, mentre il secondo composto l'esecuzione integrale del quinto album The Great Misdirect. Tuttavia, a causa della pandemia di COVID-19, il tour è stato posticipato all'estate 2021.
Durante l'anno il gruppo ha iniziato a scrivere materiale per il decimo album in studio, entrando in studio di registrazione nel mese di novembre. Il 25 giugno 2021 è stato presentato il brano Fix the Error e annunciato il titolo del disco, Colors II (seguito dell'album del 2007), la cui uscita è avvenuta il 20 agosto dello stesso anno.
Nel 2023 il gruppo ha partecipato a due tour: uno in Europa, in qualità di co-headliner insieme agli Haken e accompagnati dai Cryptodira come artisti di apertura, e uno in Nordamerica per il decimo anniversario di The Parallax II: Future Sequence, con i Thank You Scientist e i Rivers of Nihil come gruppi di supporto. A entrambe le tournée non ha preso parte Waring: alla prima a causa di problemi di salute (pre-registrando tuttavia le sue parti di chitarra) e alla seconda a seguito di un'accusa di stupro, confutata dal suo avvocato a fine giugno dello stesso anno, venendo pertanto sostituito dal turnista Tristan Auman. Waring ha poi suonato con la band in occasione del Furnace Fest il 24 settembre e il 5 ottobre per il First in Flight Fest.
Durante il 2024 il gruppo ha presentato The Colors Experience, tournée nordamericana durante la quale sono stati suonati Colors e Colors II nella loro interezza. Anche durante questo tour Auman ha ricoperto il ruolo di chitarrista al posto di Waring, il quale nell'aprile 2024 ha rivelato di essere stato allontanato dalla formazione senza una motivazione vera e propria e che avrebbe di conseguenza provveduto a intraprendere un'azione legale; I restanti componenti hanno tuttavia sottolineato che le cause del suo allontanamento sono state dettate da vari fattori, tra cui l'incapacità di offrire performance dal vivo di prima classe, la mancata notifica tempestiva al gruppo della sua impossibilità di esibirsi in tutte le loro esibizioni dal vivo e il suo comportamento generale e negativo nei confronti dei suoi compagni, dei loro familiari e della troupe. Waring ha successivamente confermato di non essere più parte del gruppo nel luglio 2025.

### The Blue Nowhere(2025-presente)
Nel 2025 i Between the Buried and Me hanno annunciato la firma con Inside Out Music, rivelando l'uscita dell'undicesimo album The Blue Nowhere per il 12 settembre dello stesso anno.

## Stile e influenze
Il loro sound incorpora stili musicali differenti tra loro: «In un certo istante la band sta suonando progressive metal e un attimo dopo si sposta su lidi death metal e a pesanti riff di chitarra, la componente metal si carica di elementi che possono cambiare quasi in un lampo, mentre il cantante Tommy Rogers arricchisce la sua voce e utilizza le tastiere per creare qualcosa che sarebbe più probabile trovare su un disco degli Opeth».
Nel loro disco di cover The Anatomy Of, la band fa un tributo alle sue svariate fonti di ispirazione, dai King Crimson ai Pantera, dai Pink Floyd agli Smashing Pumpkins.

## Formazione
Attuale
- Tommy Giles Rogers Jr. – voce, tastiera (2000-presente)
- Paul Waggoner – chitarra (2000-presente)
- Dan Briggs – basso, cori, tastiera (2005-presente)
- Blake Richardson – batteria, percussioni (2005-presente)

Ex componenti
- Marc Duncan – chitarra (2000)
- Will Goodyear – batteria, percussioni, voce (2000-2002)
- Nicholas Shawn Fletcher – chitarra (2000-2003)
- Michael Howard Reig – batteria (2002-2003)
- Shane Blay – chitarra (2004)
- Jason King – basso (2000-2004)
- Mark Castillo – batteria, percussioni (2003-2004)
- Kevin Falk – basso (2004-2005)
- Terry Jason Roe – batteria, percussioni (2004-2005)
- Dustie Waring – chitarra (2004-2024)

Turnisti
- Tristan Auman – chitarra (2023-presente)

## Discografia

### Album in studio
- 2002 – Between the Buried and Me
- 2003 – The Silent Circus
- 2005 – Alaska
- 2007 – Colors
- 2009 – The Great Misdirect
- 2012 – The Parallax II: Future Sequence
- 2015 – Coma Ecliptic
- 2018 – Automata I
- 2018 – Automata II
- 2021 – Colors II

### Album dal vivo
- 2009 – Colors Live
- 2014 – Future Sequence: Live at the Fidelitorium
- 2017 – Coma Ecliptic: Live
- 2022 – The Great Misdirect Live

### Tributi
- 2006 – The Anatomy Of

### Raccolte
- 2011 – Best Of

### EP
- 2011 – The Parallax: Hypersleep Dialogues

### Singoli
- 2016 – Bohemian Rhapsody/Vertical Beta 461